# Jaspidella jaspidea
Jaspidella jaspidea är en snäckart som först beskrevs av Gmelin 1791.  Jaspidella jaspidea ingår i släktet Jaspidella och familjen Olividae. Inga underarter finns listade i Catalogue of Life.